# Sean O'Keefe
Sean Charles O'Keefe (Monterey, 27 gennaio 1956) è un politico statunitense.
È stato il ventunesimo segretario della marina statunitense (Dipartimento della difesa degli Stati Uniti d'America) sotto il presidente degli Stati Uniti d'America George H. W. Bush.

## Biografia
Nato nello stato della California, studiò alla Wheeler High School a North Stonington nel Connecticut continuando poi alla Loyola University New Orleans nella Louisiana.
Fu amministratore della NASA dal dicembre 2001 al febbraio 2005, durante il suo mandato si sono svolte numerose missioni importanti come la Mars Exploration Rover. Sposatosi con Laura ebbe tre figli, Lindsey, Jonathan e Kevin.